# 문경시
문경시(聞慶市)는 대한민국 경상북도 북서부에 있는 시이다.
과거 문경군과 점촌시가 합쳐진 도농복합시로, 문경시의 시내동구역은 과거 점촌시의 행정구역이다.
시청이 소재하는 점촌(店村)을 중심으로 도심을 형성한다. 과거 석탄의 도시로 이름이 높았으나, 최근에는 석탄 산업의 사양화와 함께 발전이 다소 정체되고 있다. 1990년대 이후로는 문경새재 등을 통한 관광 산업에 의존하는 비율이 점차 증가하고 있다. 행정구역은 2읍 7면 5동이다.

## 역사
문경의 초기 역사는 자세히 알 수 없으나, 청동기시대의 유물과 유적이 산북면·호계면 등의 곳곳에서 발견되고 있음을 보아, 이 시기에는 인간의 활동이 활발했음을 알 수 있다. 이러한 사회발전을 통해 이 지역에서도 일찍부터 소국(小國)주 01)이 형성되었는데, 진한의 근기국(勤耆國)주 02)이 이곳에 비정되고 있다. 근기국의 행방은 알 수 없으나, 156년(아달라왕 3) 신라에 의해 계립령로(鷄立嶺路)주 03)가 개통되었다고 한다.
- 내물왕대 이후 신라가 비약적으로 팽창하면서 이 지역도 신라의 영역에 들어가 관문현(冠文縣, 또는 高思曷伊城, 冠縣: 지금의 문경읍), 가해현(加害縣)주 04), 호측현(虎側縣 또는 拜山城: 지금의 호계면) 등이 설치되었다.
- 757년(경덕왕 16) 지방제도 개편시 이들은 각기 관산현(冠山縣)·가선현(嘉善縣)·호계현(虎溪縣) 등으로 개명되어 고령군(古寧郡)주 05)의 영현(領縣)이 되었다. 이 때 산양면 일대는 가유현(嘉猷縣)으로 예천군에 속해 있었다.
- 후삼국의 쟁패기에는 이 곳 가은현 출신 견훤이 완산주에서 후백제를 세우자 이 지역은 견훤의 세력권에 들어갔으나, 뒤이은 후고구려의 남하로 인해 양대 세력의 각축장이 되었다. 927년(태조 10) 왕건(王建)이 친히 근암성(近巖城)주 06)을 함락시켰는데, 이 때 고사갈이성 성주(城主) 흥달(興達)이 귀부해 오자 크게 우대하였다. 이를 계기로 후백제에서 파견되어 온 관리들이 고려에 항복하고 말았다.

이후 고려의 지배체제에 들어가 관산현은 문희군(聞喜郡)으로, 가선현은 가은현(加恩縣)으로 개명되었다. 1018년(현종 9) 이들 지역은 모두 상주(尙州)의 속현으로 편입되었으며, 문희군은 뒷날 문경군으로 개명되었고, 산양현에는 감무가 설치되었으나 1180년(명종 10) 폐지되었다. 1390년(공양왕 2)문경군에 감무가 설치되면서 가은현을 속현으로 하였다.
- 1413년(태종 13) 문경현에 현감이 설치되면서 상주 소속의 호계현이 내속하게 되었고, 8도체제가 정비되면서 신구(新舊) 경상도관찰사의 교대 장소인 교구정(交龜亭)이 이 곳에 설치되기도 하였다. 당시 문경현의 토지는 척박했으며, 풍속은 검솔(儉率)했다고 하며, 호구수는 『경상도지리지』에 의하면 161호 2,564인이었다고 한다.
- 1592년(선조 25) 임진왜란이 일어나자, 한양으로 통하는 새재(鳥嶺)로 인해 적의 주력이 이 곳으로 진격해 왔는데, 이 때 이 곳의 관병(官兵)은 대구(大丘)를 방어하기 위해 파견되었다. 문경현감 신길원(申吉元)은 수십 명의 관병을 이끌고 현청을 수비하다가 패배해 적의 포로가 되었으나, 끝까지 항거하다가 순국하였다.
- 임진왜란 뒤에 새재가 국방상 요새가 됨으로 인해 이곳이 계속 중시되어서, 1708년(숙종 34) 조령산성(鳥嶺山城)이 축조되었고, 1752년(영조 28)에 독진(獨鎭)이 설치되어 현감이 수성장(守城將)을 겸하다가 다음 해에 별장(別將)을 두었다.
- 1871년(고종 8) 이필제(李弼濟)·정기현(鄭岐鉉) 등의 지도하에 민중항거가 일어나 지방관과 향리의 불법을 규탄했고, 1877년에는 역모사건이 일어났다.
- 1895년 지방제도 개편시 다른 군현과는 달리 군이 되지 못했으나, 다음 해에 13도제가 실시되자 군으로 독립하였다.
- 1906년 동로면(東魯面)과 화장면(化莊面)을 예천군에 할양했고, 1914년 군면통폐합에 따라 산양면과 영순면(永順面)의 일부가 상주군에 편입되었다. 한편 1907년 이래 이 곳 유지들에 의해 신식학교가 설립되어 인재양성이 많이 이루어졌는데, 일진회에 의해 만들어진 도천학교(道川學校)가 민폐를 많이 끼치자, 의병들이 이를 소각하기도 하였다. 또 항일의병투쟁도 활발히 전개되었는데, 팔도의병총대장 이인영(李麟榮) 및 의병대장 이강년(李康年) 등은 이 곳 출신이었다. 1919년 3·1운동 때에는 4월 13∼15일산북면 주민들이 갈평(葛平)장에서 만세시위운동을 전개하였다.[3]

| Daedongyeojido (Gyujanggak) 15-03.jpg |  |
|                                       |  |

- 1914년 4월 1일 용궁군(龍宮郡) 서면(西面)을 편입하였다.[4]
  - 11면 : 문경면, 마성면, 가은면, 농암면, 호계면, 산양면, 영순면, 산북면, 동로면, 신북면, 호서남면
- 1934년 4월 1일 신북면(身北面)을 문경면에 합면하였다.[5] (10면)
- 1949년 문경군의 군청 소재지가 문경면 하리에서 호서남면의 점촌리로 이전해 오자 이 지역의 발전은 급속화 되었고 그 결과 1956년호서남면(戶西南面)이 점촌읍으로 개칭, 승격한 이래 관할 행정구역의 개편이 있었고, 1973년문경면과 가은면이 읍으로 승격되었다.
- 1949년 4월 27일 문경군청을 문경면 상리에서 호서남면 점촌리로 이전하였다.[6]
- 1949년 12월 24일 문경 양민학살 사건.[7]
- 1956년 7월 8일 호서남면을 점촌읍(店村邑)으로 승격하였다.[8] (1읍 9면)
- 1963년 1월 1일 농암면 민지리를 가은면으로, 삼송리를 충북 괴산군 청천면으로 편입하였다.[9]
- 1968년 9월 3일 문경군청을 점촌읍 모전리(현 문경시의회)로 이전하였다.
- 1973년 7월 1일 문경면 일원이 문경읍으로, 가은면 일원과 상주군 이안면 저음리가 합하여 가은읍으로 각각 승격하였다. 호계면 봉정리를 산양면에 편입하였다.[10] (3읍 7면)
- 1986년 점촌읍이 호계면 오암리의 일부를 편입해 시로 승격되자 시군이 분리되었으며, 이 시기를 전후해 석탄산업이 쇠퇴의 길로 접어들자 지역의 경제력이 크게 저하되었다. 1986년 상주군 함창읍 윤직리 일부가 중앙동에 편입되었고 1994년 충현동을 점촌동으로 개칭하였다. 1995년 시군 통합에 따라 점촌시와 문경군이 통합되어 문경시가 되었으며 1996년산북면 거산출장소와 동로면 수평출장소가 각각 폐지되었다.
- 1986년 1월 1일 호계면 별암2리를 점촌읍에 편입하여, 점촌읍을 관할로 점촌시가 설치되었다.[11] (2읍 7면)
- 1995년 1월 1일 점촌시 일원과 문경군 일원을 관할로 도농복합형태의 문경시가 설치되었다.[12]
- 2004년 1월 1일 점촌동을 점촌1동으로, 중앙동을 점촌2동으로, 신흥동을 점촌3동으로, 신평동을 점촌4동으로, 모전동을 점촌5동으로 각각 개칭하였다.[13]

## 지리
문경시는 행정구역상 우리나라의 동남부, 경상북도의 서북단 내륙에 자리잡은 중산간지역으로서 동쪽으로는 예천군과 남쪽으로는 상주시, 서쪽으로는 충청북도 괴산군, 북쪽으로는 충청북도 제천시, 충주시, 단양군과 경계를 이루고 있다.

### 기후
영남 지역의 서북부에 위치하고 있어 산세가 아치형으로 둘러싸인 관계로 지형적인 영향을 많이 받는 분지형 산악기후에 속한다. 최근 수년간 연도별 평균기온 분포를 보면 최저가 1993년도에는 10.9°C였고, 최고는 1994년도에 12.5°C였으므로 연평균기온의 평균율은 작다고 할 수 있다. 지난 수년간 문경시 연평균 강수량은 1,319.6mm로 타지역에 비해 다우지역에 속하며 최다 강수량은 1998년에 1,847.4mm이고, 최소 강수량은 1994년에 857.8mm이다.
| 문경기상관측소 (문경시 유곡동, 해발 173.01m)의 기후     | 문경기상관측소 (문경시 유곡동, 해발 173.01m)의 기후 | 문경기상관측소 (문경시 유곡동, 해발 173.01m)의 기후 | 문경기상관측소 (문경시 유곡동, 해발 173.01m)의 기후 | 문경기상관측소 (문경시 유곡동, 해발 173.01m)의 기후 | 문경기상관측소 (문경시 유곡동, 해발 173.01m)의 기후 | 문경기상관측소 (문경시 유곡동, 해발 173.01m)의 기후 | 문경기상관측소 (문경시 유곡동, 해발 173.01m)의 기후 | 문경기상관측소 (문경시 유곡동, 해발 173.01m)의 기후 | 문경기상관측소 (문경시 유곡동, 해발 173.01m)의 기후 | 문경기상관측소 (문경시 유곡동, 해발 173.01m)의 기후 | 문경기상관측소 (문경시 유곡동, 해발 173.01m)의 기후 | 문경기상관측소 (문경시 유곡동, 해발 173.01m)의 기후 | 문경기상관측소 (문경시 유곡동, 해발 173.01m)의 기후 |
| 월                                                      | 1월                                                 | 2월                                                 | 3월                                                 | 4월                                                 | 5월                                                 | 6월                                                 | 7월                                                 | 8월                                                 | 9월                                                 | 10월                                                | 11월                                                | 12월                                                | 연간                                                |
| ------------------------------------------------------- | --------------------------------------------------- | --------------------------------------------------- | --------------------------------------------------- | --------------------------------------------------- | --------------------------------------------------- | --------------------------------------------------- | --------------------------------------------------- | --------------------------------------------------- | --------------------------------------------------- | --------------------------------------------------- | --------------------------------------------------- | --------------------------------------------------- | --------------------------------------------------- |
| 역대 최고 기온 °C (°F)                                  | 13.8 (56.8)                                         | 22.4 (72.3)                                         | 26.2 (79.2)                                         | 32.3 (90.1)                                         | 35.2 (95.4)                                         | 35.6 (96.1)                                         | 37.8 (100.0)                                        | 38.1 (100.6)                                        | 34.4 (93.9)                                         | 30.1 (86.2)                                         | 27.1 (80.8)                                         | 16.9 (62.4)                                         | 38.1 (100.6)                                        |
| 일평균 최고 기온 °C (°F)                                | 3.4 (38.1)                                          | 6.3 (43.3)                                          | 12.1 (53.8)                                         | 18.9 (66.0)                                         | 24.0 (75.2)                                         | 27.2 (81.0)                                         | 28.8 (83.8)                                         | 29.4 (84.9)                                         | 25.3 (77.5)                                         | 20.0 (68.0)                                         | 12.4 (54.3)                                         | 5.4 (41.7)                                          | 17.8 (64.0)                                         |
| 일일 평균 기온 °C (°F)                                  | −1.7 (28.9)                                         | 0.6 (33.1)                                          | 5.8 (42.4)                                          | 12.2 (54.0)                                         | 17.3 (63.1)                                         | 21.3 (70.3)                                         | 23.9 (75.0)                                         | 24.2 (75.6)                                         | 19.2 (66.6)                                         | 13.0 (55.4)                                         | 6.4 (43.5)                                          | 0.1 (32.2)                                          | 11.9 (53.4)                                         |
| 일평균 최저 기온 °C (°F)                                | −6.3 (20.7)                                         | −4.7 (23.5)                                         | −0.1 (31.8)                                         | 5.4 (41.7)                                          | 10.6 (51.1)                                         | 15.9 (60.6)                                         | 20.2 (68.4)                                         | 20.3 (68.5)                                         | 14.5 (58.1)                                         | 7.3 (45.1)                                          | 1.1 (34.0)                                          | −4.7 (23.5)                                         | 6.6 (43.9)                                          |
| 역대 최저 기온 °C (°F)                                  | −20.0 (−4.0)                                        | −17.0 (1.4)                                         | −11.0 (12.2)                                        | −4.2 (24.4)                                         | 1.7 (35.1)                                          | 4.6 (40.3)                                          | 10.7 (51.3)                                         | 10.4 (50.7)                                         | 3.9 (39.0)                                          | −4.0 (24.8)                                         | −9.8 (14.4)                                         | −16.7 (1.9)                                         | −20.0 (−4.0)                                        |
| 평균 강수량 mm (인치)                                   | 18.9 (0.74)                                         | 29.7 (1.17)                                         | 48.7 (1.92)                                         | 89.5 (3.52)                                         | 108.1 (4.26)                                        | 154.8 (6.09)                                        | 309.5 (12.19)                                       | 274.7 (10.81)                                       | 138.4 (5.45)                                        | 58.8 (2.31)                                         | 40.9 (1.61)                                         | 22.9 (0.90)                                         | 1,294.9 (50.98)                                     |
| 평균 강수일수 (≥ 0.1 mm)                                | 5.5                                                 | 5.6                                                 | 7.5                                                 | 8.5                                                 | 8.3                                                 | 9.1                                                 | 15.7                                                | 14.3                                                | 9.3                                                 | 5.9                                                 | 7.0                                                 | 6.1                                                 | 102.8                                               |
| 평균 상대 습도 (%)                                      | 56.0                                                | 53.6                                                | 54.0                                                | 52.6                                                | 60.2                                                | 69.2                                                | 80.1                                                | 79.7                                                | 76.9                                                | 70.1                                                | 63.9                                                | 58.5                                                | 64.6                                                |
| 평균 월간 일조시간                                      | 167.6                                               | 183.6                                               | 200.4                                               | 220.3                                               | 241.7                                               | 198.6                                               | 148.9                                               | 163.0                                               | 171.2                                               | 201.1                                               | 163.4                                               | 161.2                                               | 2,221                                               |
| 출처: 기상청 (평년값: 1991년~2020년, 극값: 1973년~현재) |                                                     |                                                     |                                                     |                                                     |                                                     |                                                     |                                                     |                                                     |                                                     |                                                     |                                                     |                                                     |                                                     |

## 행정 구역
문경시의 행정 구역은 2읍, 7면, 5동으로 구성되어 있으며, 103통, 216리의 행정통리와 119개리, 11개동의 법정통리가 있다. 문경시의 면적은 911.17km2이며, 인구는 2013년 기준으로 33,161세대, 내국인 74,379명, 외국인 1,285명에 달한다.
| 읍면동  | 한자    | 세대  | 인구   | 면적   | 행정지도 |
| ------- | ------- | ----- | ------ | ------ | -------- |
| 문경읍  | 聞慶邑  | 3,439 | 9,900  | 156.68 |          |
| 가은읍  | 加恩邑  | 2,921 | 6,296  | 152.42 |          |
| 영순면  | 永順面  | 1,342 | 2,976  | 38.54  |          |
| 산양면  | 山陽面  | 1,724 | 3,743  | 32.65  |          |
| 호계면  | 虎溪面  | 1,461 | 2,899  | 53.25  |          |
| 산북면  | 山北面  | 1,573 | 3,217  | 111.21 |          |
| 동로면  | 東魯面  | 921   | 1,844  | 150.6  |          |
| 마성면  | 麻城面  | 2,021 | 4,132  | 74.77  |          |
| 농암면  | 籠岩面  | 1,520 | 3,034  | 103.46 |          |
| 점촌1동 | 店村1洞 | 2,674 | 6,464  | 0.87   |          |
| 점촌2동 | 店村2洞 | 3,576 | 8,483  | 4.58   |          |
| 점촌3동 | 店村3洞 | 3,919 | 10,211 | 8.94   |          |
| 점촌4동 | 店村4洞 | 1,731 | 3,822  | 29.6   |          |
| 점촌5동 | 店村5洞 | 5,094 | 14,931 | 2.09   |          |

## 인구
- 문경시(에 해당하는 지역)의 연도별 인구 추이[19]

| 연도   | 총인구    |  |
| ------ | --------- |  |
| 1975년 | 161,095명 |  |
| 1980년 | 147,242명 |  |
| 1985년 | 139,731명 |  |
| 1990년 | 119,416명 |  |
| 1995년 | 95,778명  |  |
| 2000년 | 89,900명  |  |
| 2005년 | 78,058명  |  |
| 2010년 | 77,391명  |  |
| 2015년 | 75,784명  |  |
| 2020년 | 71,406명  |  |

## 관광

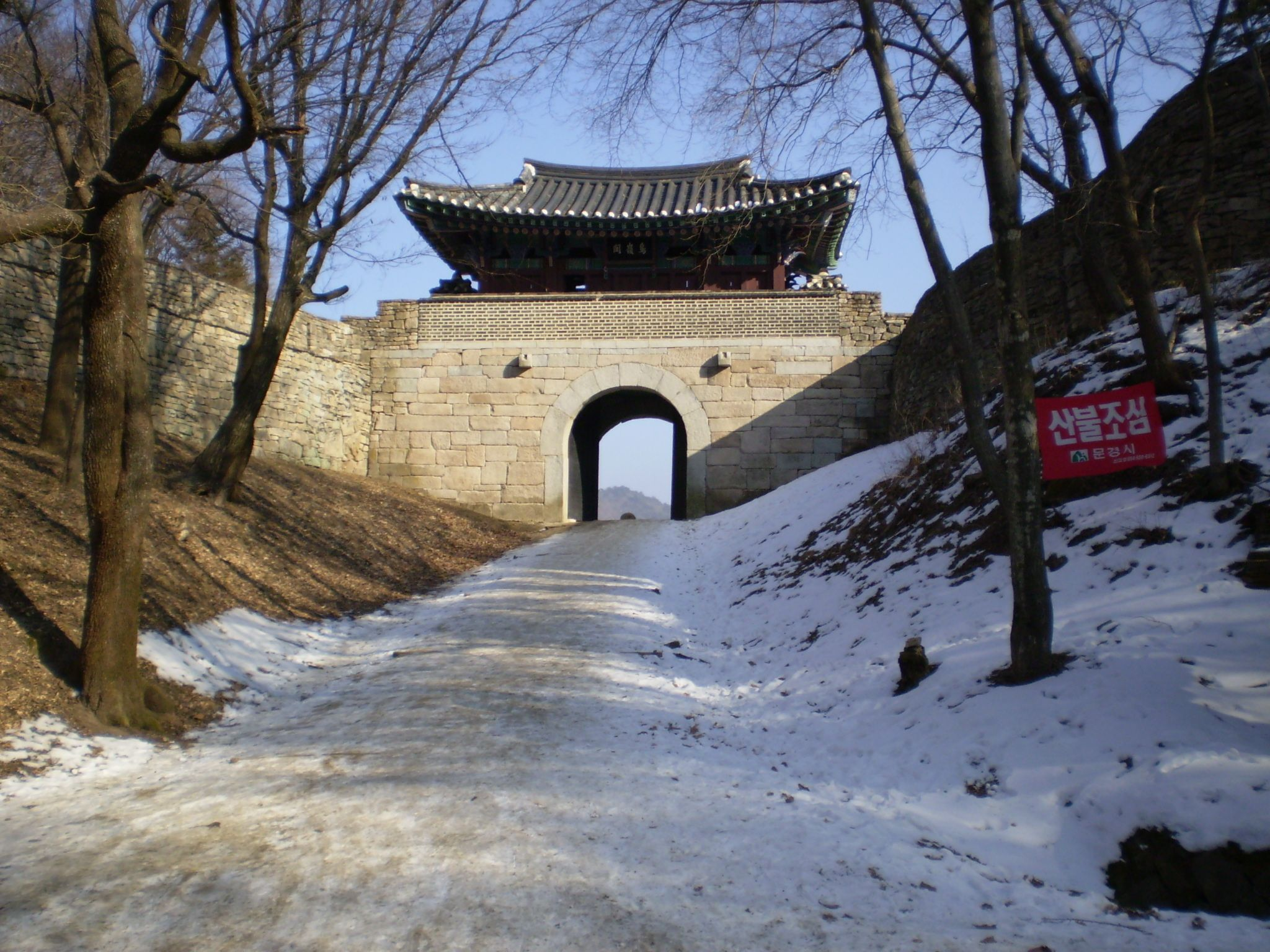
문경새재 3관문
문경석탄박물관
문경새재 오픈세트장(광화문)
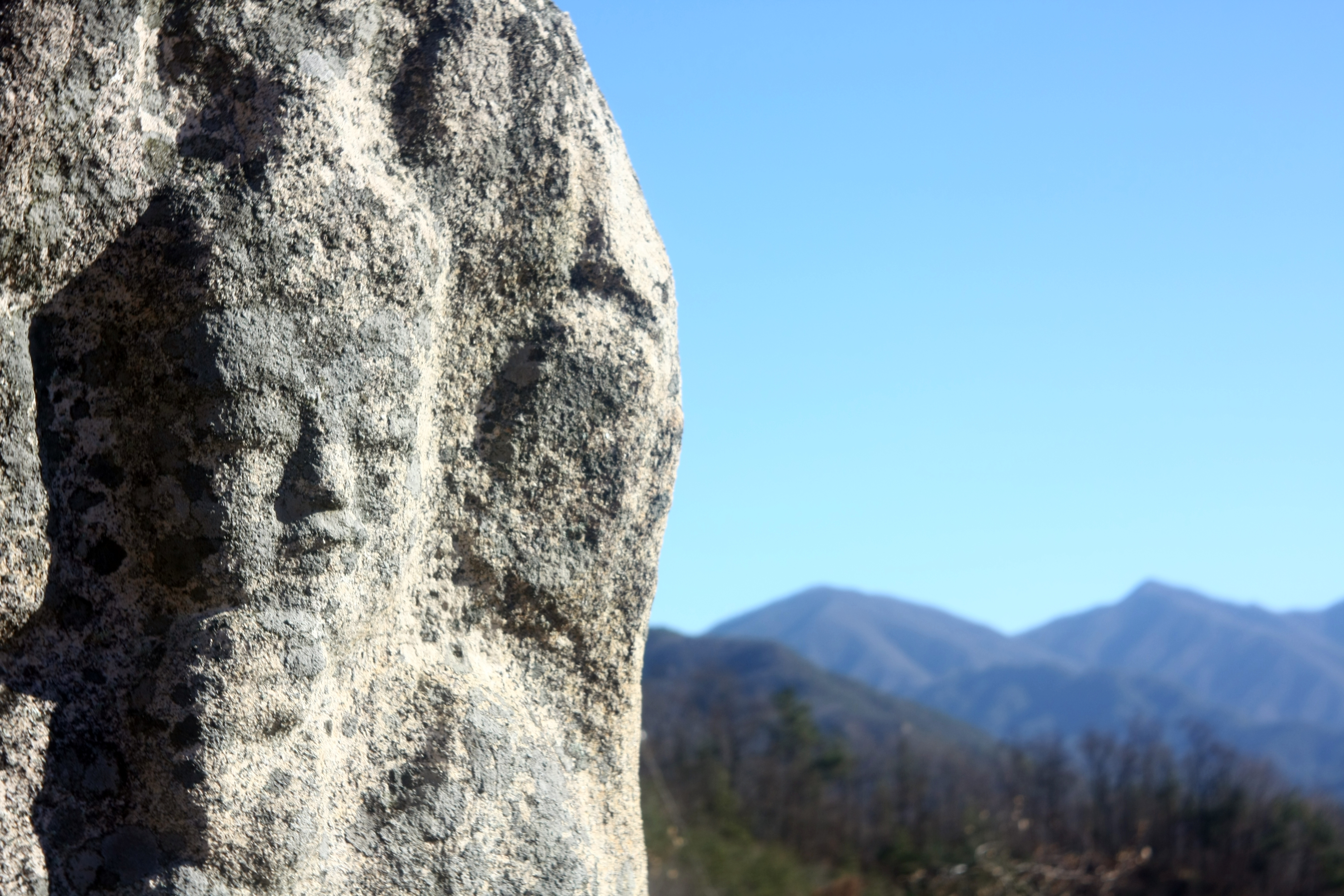
문경 관음리 석조미륵보살반가사유상
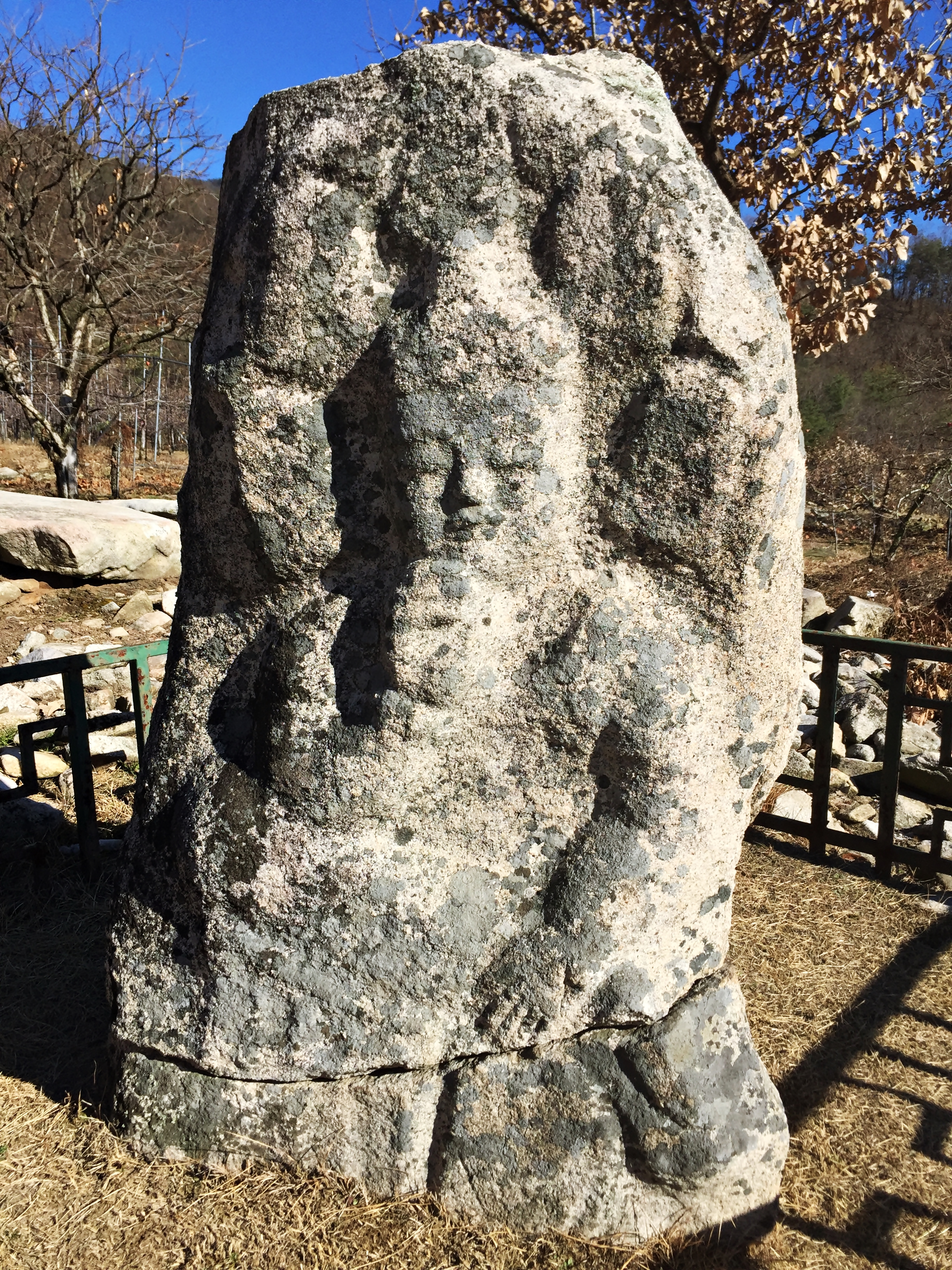
문경 관음리 석조미륵보살반가사유상
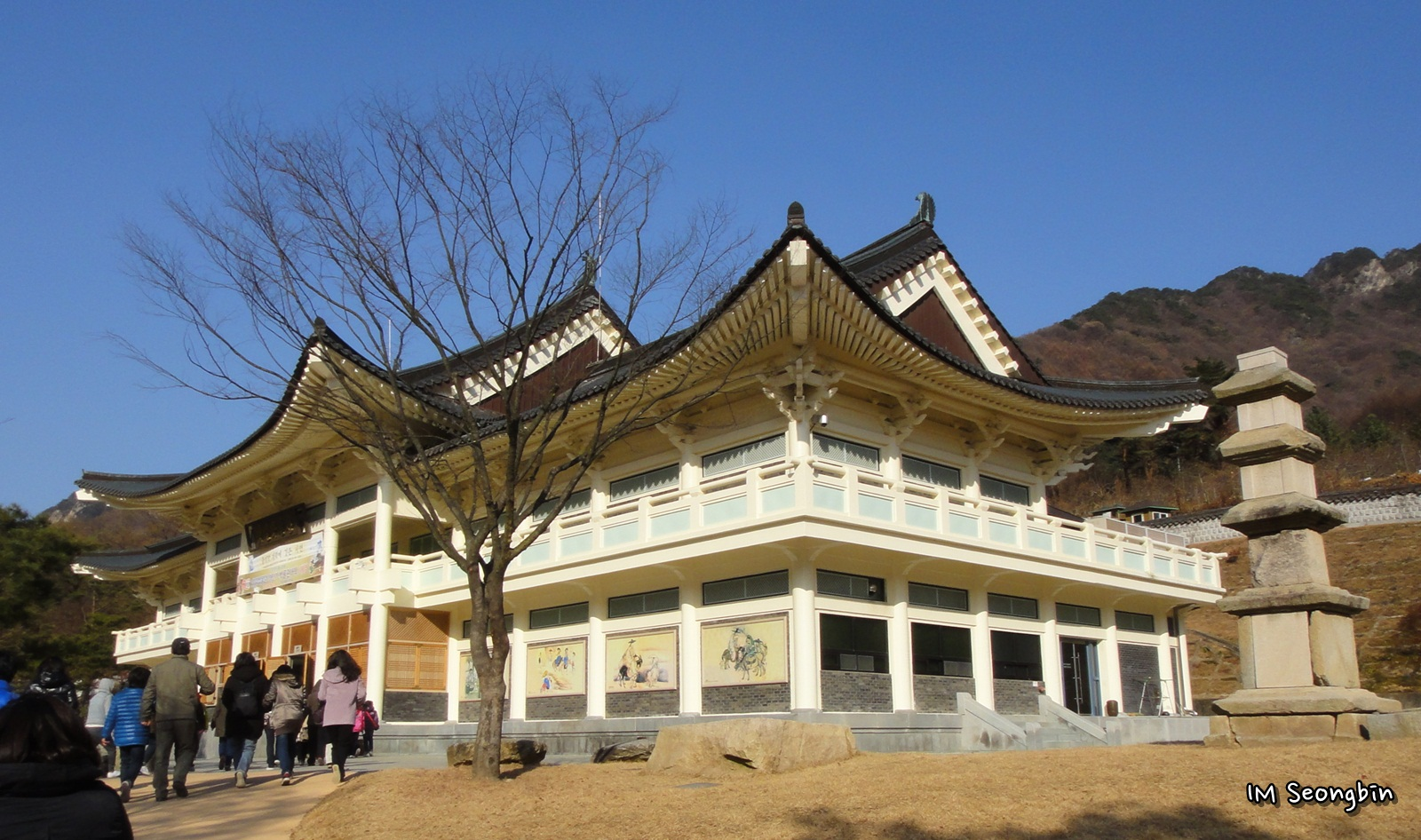
옛길박물관

### 관광지

#### 문경새재
문경새재는 백두대간의 조령산 마루를 넘는 재이다. 조령산은 충청북도 괴산군과 경상북도 문경시의 경계에 있는 높이 1,017m의 산이다. 새재 또는 한자어로 조령(鳥嶺)이라고도 하는데, 새도 날아 넘기 힘든 고개라는 말에서 유래되었다. 예로부터 한강과 낙동강 유역을 잇는 영남대로 상의 가장 높고 험한 고개로 사회 문화 경제의 유통과 국방상의 요충지였다. 임진왜란 뒤에 제1관문 주흘관, 제2관문 조곡관, 제3관문 조령관의 3관문(사적 제 147호)을 설치하여 국방의 요새로 삼았다. 1974년 지방기념물 제18호, 1981년 6월 4일 도립공원으로 지정되었다. 지난 1999년부터 학술연구용역 및 기본계획을 수립하여 체계적으로 자연생태공원을 조성하여 2007년 10월 18일 개장했다.

##### 문경새재오픈세트장

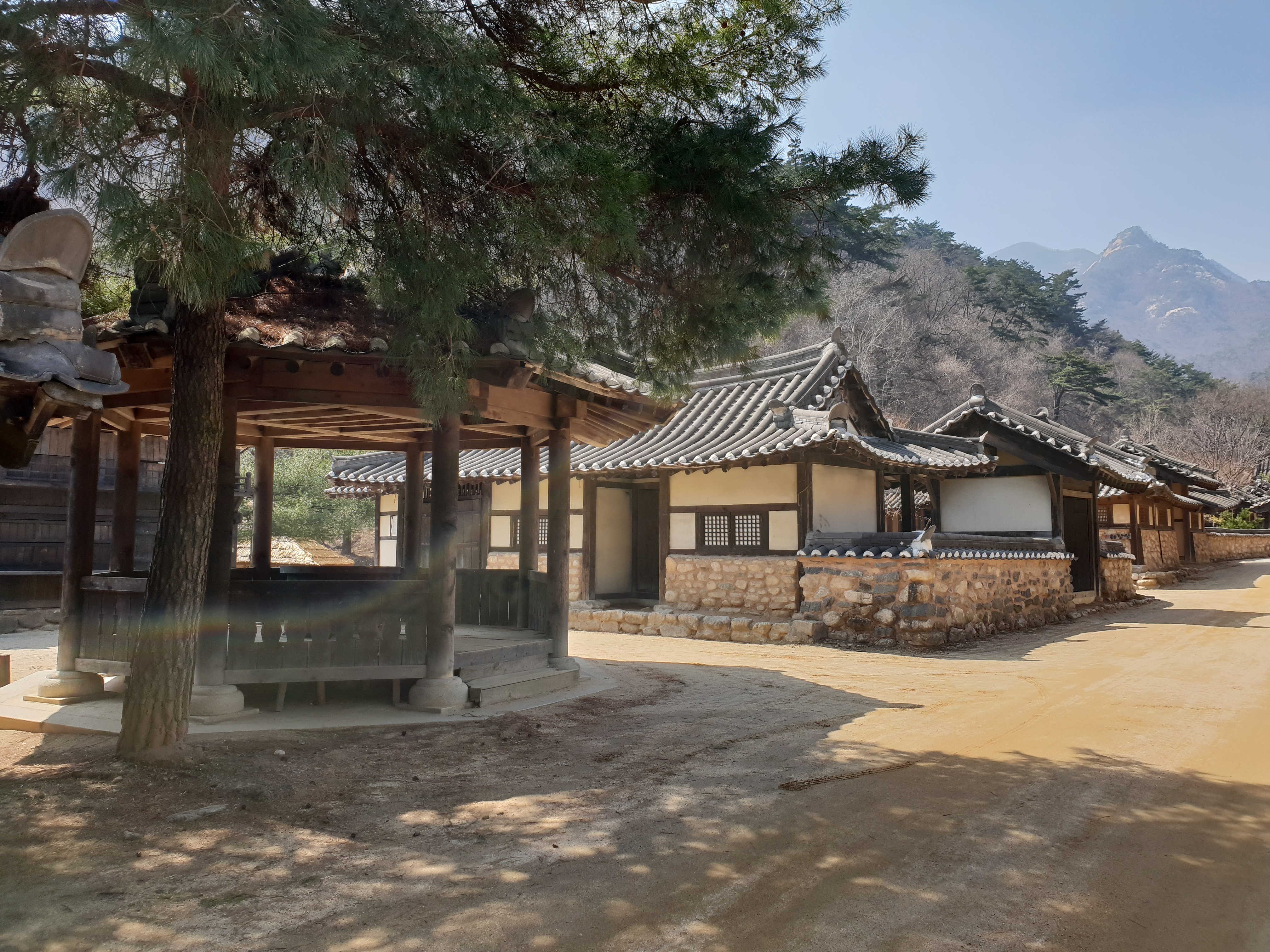
문경새재오픈세트장

문경새재오픈세트장은 문경새재 내에 위치한 국내 최대 규모의 사극촬영장이다. 2000년에 KBS 사극촬영장으로 오픈했으며, 태조왕건을 이 곳에서 촬영했다. 2008년에는 광화문, 교태전 등의 103동의 세트건물을 지어 현재는 130동의 건물로 구성되어 있다.

#### 문경철로자전거
옛날 석탄을 나르던 철도길이 폐선되면서 이후  문경시의 경치를 관광할 수 있는 철로자전거를 최초 개통하여 문경시의 관광명소중 하나가 되었다. 다른 철로자전거(레일바이크)와 달리 노선이 여러개
- 진남역 출발노선
- 구랑리역 출발노선
- 문경역 출발노선
- 불정역 출발노선
- 가은역 출발노선

#### 문경자연생태박물관
문경시는 지질학적으로 서쪽은 화강암이 형성되어 있으며 동쪽으로는 퇴적암(석회암) 넓게 분포하고 있다. 생물적으로 백두대간으로 이남에 위치하여 북상하던 생물군이 북상하지 못하고 잔존하는 지역이다. 이곳에 문경의 자연생태자원으로 연구하여 전시하고 있는 시설인 자연생태박물관이 위치하고 있다.

## 교통

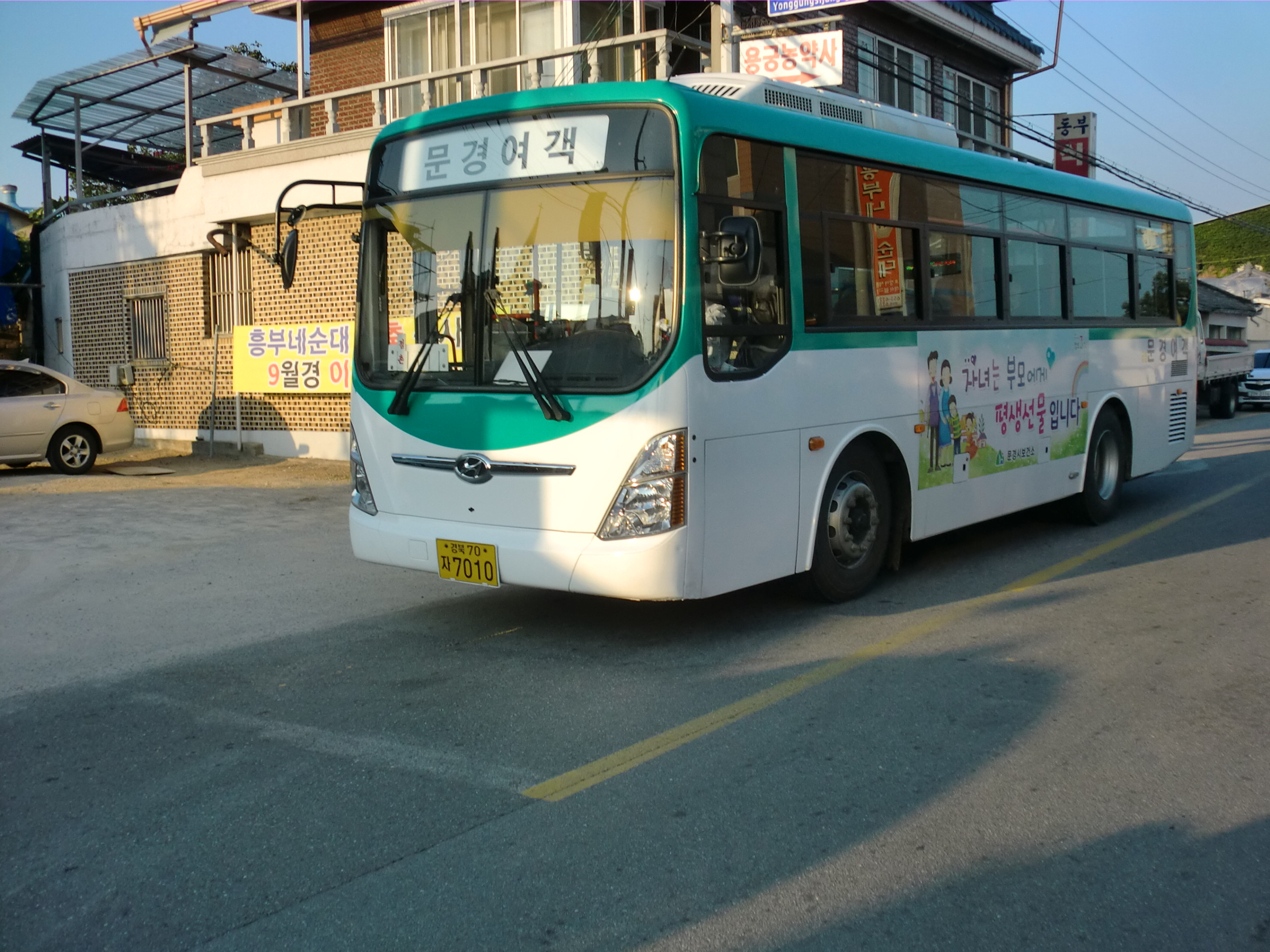
문경시에서 운행하고 있는 시내버스로, 해당 차량은 현대 그린시티이다.

문경은 중부내륙고속도로 개통 이전에는 교통망이 그다지 좋지 못했지만 개통 이후 급속도로 좋아지고 있다. 고속도로의 개통으로 서울과의 거리가 거의 2시간으로 줄어들면서 접근성이 좋아져 서울 및 수도권 소재 기업, 대학의 시설을 많이 유치하고 있다. 또 수도권-충주-문경을 잇는 중부내륙철도를 복선전철-일부 단선전철으로 건설할 계획이어서, 완공시 경북선, 중부내륙선, 중부내륙고속국도가 교차하는 일대교통의 요지가 될 것이다.
중부내륙고속도로의 점촌함창 나들목과 문경새재 나들목이 문경에 소재한다. 국도 제3호선과 제34호선이 문경을 관통하며 한국철도공사 경북선이 문경을 지나면서 영주와 김천를 연결한다. 예로부터 문경 새재는 '조령'이란 이름으로 불리면서 조선 시대 주요 간선축이었던 영남대로의 관문으로 이용되었다.

### 버스
- 문경시의 시내버스

### 철도
- 경북선

(상주시) ← 점촌역→ (예천군)
- 중부내륙선

(괴산군) ← 문경역

## 교육
문경의 신식학교의 시작은 1912년 4월 12일 설립된 지금의 문경초등학교인 문경공립보통학교이다. 또한 서당의 개량 명목으로 2년제 간이학교를 농촌에 마련하여 6개의 간이학교가 설립되었다. 이후에 신북간이학교→용흥국민학교, 화산간이학교→청화국민학교, 말응간이학교→영창국민학교, 유곡간이학교→유곡국민학교, 상괴간이학교→희양국민학교, 동로국민학교부설간이학교→수평국민학교로 각각 변경되었다.
광복 이후에는 한국인 교사가 교육을 맡게 되면서 일제강점기의 차별이 사라져 교육열이 상승하고 취학아동이 급증하여 1949년까지 초등학교가 31개로 늘었다. 한국 전쟁기에는 학교가 문을 닫았고 많은 교실이 소실되어 노천수업을 했다. 1952년부터 1957년까지 9개 학교가 개교를 하였다.
1960년대 이후 문경탄전의 석탄산업이 발달을 하면서 많은 학교가 개교를 하였으나, 1990년대의 '석탄산업합리화정책'으로 크게 감소한 인구로 인해 많은 학교가 폐교되었다.
4개 고등학교가 있으며 고등교육기관으로 문경대학이 있다. 또 17개 초등학교와 9개 중학교가 운영 중이다.
| \| \| - 호서남초등학교 - 점촌북초등학교 - 점촌초등학교 - 신기초등학교 - 점촌중앙초등학교 - 모전초등학교 \| - 영순초등학교 - 산양초등학교 - 호계초등학교 - 산북초등학교 - 산북초등학교 창구분교 \| - 동로초등학교 - 문경초등학교 - 용흥초등학교 - 당포초등학교 - 동성초등학교 \| - 가은초등학교 - 가은초등학교 희양분교 - 농암초등학교 - 농암초등학교 청화분교 \| |                                                                                                   |                                                                                     |                                                                            |                                                                               |
| | - 호서남초등학교 - 점촌북초등학교 - 점촌초등학교 - 신기초등학교 - 점촌중앙초등학교 - 모전초등학교 | - 영순초등학교 - 산양초등학교 - 호계초등학교 - 산북초등학교 - 산북초등학교 창구분교 | - 동로초등학교 - 문경초등학교 - 용흥초등학교 - 당포초등학교 - 동성초등학교 | - 가은초등학교 - 가은초등학교 희양분교 - 농암초등학교 - 농암초등학교 청화분교 |

| \| \| - 문경중학교 - 문경서중학교 - 마성중학교 - 산북중학교 - 가은중학교 \| - 동로중학교 - 산양중학교 - 문경여자중학교 - 점촌중학교 \| |                                                                    |                                                         |
| | - 문경중학교 - 문경서중학교 - 마성중학교 - 산북중학교 - 가은중학교 | - 동로중학교 - 산양중학교 - 문경여자중학교 - 점촌중학교 |

| 문경시에 있는 고등학교                                                                                             | |
| --- | --- |
| \| \| - 점촌고등학교 - 가은고등학교 - 문경공업고등학교 - 경북조리과학고등학교 - 문창고등학교 - 문경여자고등학교 \| | |
| | - 점촌고등학교 - 가은고등학교 - 문경공업고등학교 - 경북조리과학고등학교 - 문창고등학교 - 문경여자고등학교 |

## 스포츠
- 국군체육부대
- 상무야구장 - 상무 피닉스 2군 홈구장
- 문경 상무 WFC - WK리그 소속 여자 축구단

## 시의 명칭에 관한 문제
문경시가 아직 군이었던 1986년 문경군의 일부였던 점촌읍이 시로 승격되어 점촌시로 된 것이 문제의 발단이다. 과거 문경군청은 문경읍 상리에 있었으나 1949년 점촌읍으로 이전하면서 문경군의 중심지가 점촌으로 바뀌었다. 1995년 대대적인 행정구역 개편이 이루어지면서 원래 하나의 행정구역이었던 점촌시와 문경군을 통합하면서 통합 시의 명칭 문제가 지역 주민들 사이에서 갈등의 원인이 되었다. 상당한 진통 끝에 원래의 이름인 '문경시'로 되었지만 문경시 안에 시청이 있는 구 점촌시와 문경읍이 공존하는 상황이 혼란을 가져왔다. 문경읍에 문경시청이 없고 옛 점촌시 지역인 동 지역에 시청이 있음으로써 문제가 되는 것이다. 현재 문경시 인근의 대부분의 교통 표지판에는 동 지역을 가리키는 표시로서 반드시 '점촌(문경시청)'과 '문경읍'을 명확히 표시하도록 되어 있다. 현재도 생활권이 문경(문경읍), 점촌(점촌1,2,3,4,5동), 가은(가은읍)으로 사실상 나뉜 상태이다.

## 자매 도시
- 대한민국 서울특별시 광진구
- 미국 미네소타주 미니애폴리스
- 스웨덴 스톡홀름
- 방글라데시 라지샤히주 라지샤히
- 일본 니가타현 조에쓰시

## 복지 플랫폼
맞춤형복지포탈은 공무원들이 직무 외에도 안정적이고 행복한 삶을 영위할 수 있도록 돕는 온라인 플랫폼이다. 해당 플랫폼에서는 다양한 복지 프로그램과 지원 서비스는 공무원들에게 도움이 된다.맞춤형복지포탈

## 사건사고
2014년 1월 17일 정모군이 여동생 정모양의 옆구리를 여러번 공격하고 6kg 아령으로 머리를 공격해서 사망한 여동생 정모양의 옷을 다 벗긴뒤에 2번 강간하고 목욕했고 어머니도 살해하려고 고민했다.